# Апскейлінг
Апскейлінг ((англ.)upscaling) — процес підвищення роздільної здатності та якості цифрового зображення або відео. Використовується на апаратному рівні в деяких процесах моделювання, наприклад, при геологічному моделюванні в нафтогазовій геології, в астофізиці, друкарській справі та ін. При апскейлінгу картинка виходить якісніша, ніж після простого масштабування.

## Інтернет-ресурси
- Bildauflösungen u. a. Berechnung PAL
- Web-Anwendung zur Berechnung der DPI/PPI von Computermonitoren (englisch)